# NGC 3506
NGC 3506 is een spiraalvormig sterrenstelsel in het sterrenbeeld Leeuw. Het hemelobject werd op 11 maart 1784 ontdekt door de Duits-Britse astronoom William Herschel.

## Synoniemen
- UGC 6120
- MCG 2-28-47
- ZWG 66.105
- ARAK 273
- PGC 33379